# Lophoptera fuscosuffusa
Lophoptera fuscosuffusa là một loài bướm đêm trong họ Noctuidae.